# 2012: العصر الجليدي
2012: العصر الجليدي (بالإنجليزية: 2012: Ice Age)‏ هو فيلم إثارة خيالي أمريكي صدر عام 2011. من إخراج ترافيس فورت وبطولة باتريك لابيورتيو وجولي ماكولو ونيك أفاناسييف. تم إنتاجه بواسطة مجموعة الأفلام المستقلة اللجوء [الإنجليزية]. إنه الفيلم الثالث في ثلاثية اللجوء [الإنجليزية] لعام 2012. كان استقبال الفيلم سلبيا بشكل عام.

## القصة
اندلاع بركاني في أيسلندا يدفع نهرًا جليديًا نحو أمريكا الشمالية.

## الممثلون
- باتريك لابيورتو في دور بيل هارت
- جولي ماكولو في دور تيري هارت
- نيك أفاناسييف في دور نيلسون هارت
- كاتي ويلسون في دور جوليا هارت
- كايل موريس في دور لوغان
- جيرالد ويب في دور جيرالد
- شاكو فاداكيث بدور ديفيا
- سيدريك سكوت في دور السناتور هوبر
- تيد مونتي في دور غاري
- شون كوري في دور اللفتنانت كولونيل. سينور

## الميزانية والإيرادات
حقق الفيلم إيرادات تقدر بـ $250,000 دولار.

## وصلات خارجية
- 2012: العصر الجليدي على موقع IMDb (الإنجليزية)
- 2012: العصر الجليدي على موقع روتن توميتوز (الإنجليزية)
- 2012: العصر الجليدي على موقع نتفليكس (الإنجليزية)
- 2012: العصر الجليدي على موقع ألو سيني (الفرنسية)
- 2012: العصر الجليدي على موقع Turner Classic Movies (الإنجليزية)
- 2012: العصر الجليدي على موقع أول موفي (الإنجليزية)
- 2012: العصر الجليدي على موقع فيلمافينيتي (الإسبانية)
- 2012: العصر الجليدي على موقع قاعدة بيانات الفيلم (الإنجليزية)
- 2012: العصر الجليدي على موقع ليتربوكسد (الإنجليزية)
- 2012: العصر الجليدي على موقع كينوبويسك (الروسية)